# Ayub Schah Durrani
Ayub Schah Durrani (* 17??; † 1823 ?) war ein afghanischer Emir der Popalzai-Dynastie.

## Leben
Ayub Schah war ein Sohn von Timur Schah. Er war von 1819 bis 1823 als Sultan im Amt. 1823 wurde er gestürzt und vermutlich umgebracht.